# Crocidura kivuana
Crocidura kivuana är en däggdjursart som beskrevs av Heim de Balsac 1968. Crocidura kivuana ingår i släktet Crocidura och familjen näbbmöss. IUCN kategoriserar arten globalt som sårbar. Inga underarter finns listade i Catalogue of Life.
Denna näbbmus lever endemisk i en bergstrakt i regionen Kivu i östra Kongo-Kinshasa. Utbredningsområdet ligger 1700 till 2000 meter över havet. Arten lever i träskmarker med papyrusar (Cyperus) i Kahuzi-Biega nationalpark.